# MS Beluga Skysails
 MS Beluga SkySails (od 2011 BBC SkySails) pierwszy na świecie statek towarowy (kontenerowiec) napędzany częściowo siłą wiatru.  Statek jest wyposażony w sterowany komputerowo latawiec (z konstrukcją podobną do paralotni) o powierzchni 160 m².  Statek wodowano 17 grudnia 2007, w pierwszą podróż udał się 22 stycznia 2008.
Latawiec napędzający statek został zaprojektowany i zbudowany w firmie SkySails.